# Callipseustes hocina
Callipseustes hocina är en fjärilsart som beskrevs av Paul Dognin 1899. Callipseustes hocina ingår i släktet Callipseustes och familjen mätare. Inga underarter finns listade i Catalogue of Life.